# Georgiens Davis Cup-lag
Georgiens Davis Cup-lag (georgiska: საქართველოს დევისის თასის ნაკრები, Sakartvelos devisis tasis nakrebi) representerar Georgien i tennistävlingen Davis Cup och styrs av den georgiska tennisfederationen. För närvarande spelar Georgien i Europa/Afrikazonens grupp 1. Deras hittills bästa resultat är uppflyttningen från grupp II år 2006. 
Georgien tävlade i Davis Cup för första gången år 1995, då i grupp III. Tidigare spelade georgiska spelare för Sovjetunionen. 

## Trupp 2010
- Giorgi Tsivadze (ATP-ranking: 1477)
- Nodar Itonisjvili (ATP-ranking: 1572)
- Irakli Labadze (ATP-ranking: -)
- Lado Tjichladze (ATP-ranking: -)